# Psychotria ramuensis
Psychotria ramuensis är en måreväxtart som beskrevs av Seymour Hans Sohmer. Psychotria ramuensis ingår i släktet Psychotria och familjen måreväxter.

## Underarter
Arten delas in i följande underarter:
- P. r. pubescentia
- P. r. ramuensis